# Gyula Polgár
Gyula Polgár (né le 8 février 1910 à Kistelek en Autriche-Hongrie et mort le 18 janvier 1992 à Sydney en Australie) était un joueur de football international et un entraîneur hongrois, qui évoluait au milieu de terrain.

## Biographie
Il est international avec l'équipe de Hongrie, et fait partie de l'équipe hongroise lors de la coupe du monde 1934 et celle de 1938. Il ne joue pas lors du mondial 1934, mais en 1938, il joue la finale.
À l'époque du mondial 1938, il évolue alors au Ferencváros TC. Après la compétition, il joue un match amical contre l'équipe d'Écosse le 7 décembre 1938.
Après sa retraite, il devient l'entraîneur de plusieurs équipes hongroise, puis il part vivre ensuite en Australie et entraîne plusieurs équipes australiennes.